# トータル・セリエリズム
トータル・セリエリズム（Total serialism）は、音高だけでなく、音価・強弱・アタック・音色なども厳格に音列技法によって統治する作曲法である。日本語で「総音列技法」、「総音列音楽」とも言う。

## 歴史
トータル・セリエリズムは、ヘンリー・カウエルなど何人かの作曲家が予言していた手法であったが、ルネ・レイボヴィッツが十二音技法の音高操作の欠陥を指摘してから、飛躍的にトータル・セリエリズムへの期待が高まった。
そして、オリヴィエ・メシアンが「4つのリズムのエチュード」の第2曲「音価と強度のモード」(1949年)でその可能性を編み出したが、「ピアノソロのためにかかれたので音価操作に難がある」、「各パラメーターの操作がセリー（音列）ではなくモード（旋法）」であったため、充分な結果とは言いづらいものがあった。
メシアンのその作品を知らなかったにもかかわらず、カレル・フイヴェールツは、この結果をさらに理論的にしたと考えられる「二台ピアノの為のソナタ」(1951年)で完璧なものにし、発明後程なくピエール・ブーレーズ、カールハインツ・シュトックハウゼン、アンリ・プッスールなどダルムシュタット夏季現代音楽講習会に集う面々がこの技法を徹底させていった。松平頼暁やクリストバル・アルフテルはこの手法を初期の作品に用いている。

## 手法
典型例はピエール・ブーレーズの「構造 I」(1952年)にみられる。
トータル・セリエリズムの手法は十二音技法の延長として考えられた。音価や強弱、さらにアタックにも音列的操作が施される。「構造 I」では音価は、三十二分音符を1として十六分音符を2、付点十六分音符を3、八分音符を4…とする。付点四分音符が12である。強弱も同じく、ppppを1、pppを2、ppは3、pは4、"quasi p"を5、mpを6、mfを7、"quasi f"を8とし、ffffが12となる。アタックは4と10を無印とし、>が1、アクセント・スタッカートが2、スタッカートが3、"normal"が5、が6、マルテッラートが7…そしては11、は12となっている。

## 脚註
1. 1 2 3  ウルリヒ・ミヒェルス編『図解音楽辞典』角倉一朗 日本語版監修、白水社、1989年、518頁。ISBN 978-4560036860